# 507 TCN
507 TCN là một năm trong lịch La Mã.